# Jocotán
Jocotán é uma cidade da Guatemala do departamento de Chiquimula.